# 지지 않는 태양
《지지 않는 태양》(沈まぬ太陽 시즈마누타이요[*])는 야마사키 도요코의 장편 소설이자 이를 원작으로 2009년에 개봉된 일본 영화이다. 2016년 WOWOW에서 드라마화 될 예정이다.
일본항공과 그 회사의 사원이자, 노동 조합 임원이었던 인물의 경험을 토대로 각색하여, 재구성한 픽션이다.

## 영화

### 수상
제33회 일본 아카데미상
- 최우수 작품상
- 최우수 남우주연상 - 와타나베 겐

제34회 호치 영화상
- 작품상
- 남우주연상 - 와타나베 겐

## 드라마
2016년 WOWOW의 연속 드라마 W틀에서 드라마화 될 예정이다. WOWOW 개국 25주년 기념 작품. 주연은 카미카와 타카야.
2부(총20화) 구성으로 제1부(총8화)는 아프리카 편을 제2부(전12화)는 오스타카 산 편, 회장실 편을 그린다.

### 캐스트
- 온지 하지메:카미카와 타카야
- 교텐 시로:와타베 아츠로

### 직원 (드라마)
- 원작:야마사키 도요코 《지지 않는 태양》
- 각본:마에카와 요이치
- 감독:미즈타니 토시유키, 스즈키 코스케